# Oskar Hippe
Oskar Hippe (* 1. April 1900 in Lützkendorf; † 13. März 1990 in Berlin) war ein deutscher Trotzkist und Widerstandskämpfer gegen den Nationalsozialismus.

## Leben
Oskar Hippe war jüngstes von elf Kindern einer Eisenbahnerfamilie. Nach dem Besuch der Volksschule absolvierte er eine Tischlerlehre. In dieser Zeit nahm Hippe am 28. Juli 1914 an seiner ersten Anti-Kriegs-Demonstration teil. Geprägt durch die Gegensätze zu seinem monarchistisch eingestellten Vater schloss er sich mit 16 der Arbeiterjugendbewegung an. Mittlerweile nach Berlin gezogen und als Rohrleger arbeitend schloss sich Hippe nach der Verhaftung von Karl Liebknecht am 1. Mai 1916 dem Spartakusbund an. Noch kurz vor Kriegsende des Ersten Weltkriegs eingezogen, kehrte Hippe wieder nach Berlin zurück und gehörte zu den Gründungsmitgliedern der KPD. Nachdem er sich an Kämpfen in Berlin im Januar und März 1919 beteiligt hatte, floh Hippe anschließend nach Mitteldeutschland. Erst im Jahr 1924 kehrte er nach Berlin zurück. Wegen Widerstandes gegen die Staatsgewalt wurde er 1926 verhaftet und im Oktober des gleichen Jahres zu 6 Monaten Gefängnis verurteilt. Schon vorher zur linken Opposition in der KPD gehörend beteiligte sich Hippe im Jahr 1927 an der Gründung des Leninbundes. Daraufhin wurde er 1928 aus der KPD ausgeschlossen. Im Jahr 1930 verließ er den Leninbund zusammen mit dessen trotzkistischem Flügel und beteiligte sich an der Gründung der Vereinigte Linke Opposition der KPD, zu deren Reichsleitung er ab 1931 gehörte. Noch Anfang 1933 wurde Hippe ins Internationale Sekretariat der Trotzkisten gewählt. Nach der Machtergreifung der Nationalsozialisten 1933 wurde er zunächst kurzzeitig in „Schutzhaft“ genommen. Wegen der Fortsetzung seines politischen Widerstandes wurde er im Januar 1934 erneut verhaftet. Im November desselben Jahres wurde er in einem Prozess gegen ihn und zehn weitere Angeklagte zu zwei Jahren Zuchthaus verurteilt. Diese Strafe verbüßte er zunächst im Strafgefängnis Plötzensee und anschließend in Luckau. In den Jahren 1938/39 war er auf der Großbaustelle für die Reichsluftschutzschule am Heckeshorn beschäftigt.
Nach seiner Entlassung setzte Hippe seinen Widerstand fort, unter anderem durch Zusammenarbeit mit französischen und sowjetischen Kriegsgefangenen in Norddeutschland. Ab 1944 war er wieder in Berlin und erhielt Kontakt zu kommunistischen Widerstandskreisen. Nach der Befreiung vom Nationalsozialismus im Jahr 1945 wurde er erneut KPD-Mitglied. Durch Kontakte mit amerikanischen Trotzkisten unter den Besatzungstruppen in Berlin erhielt er aber auch wieder Kontakt zur Vierten Internationale und organisierte wieder eine Gruppe der Internationalen Kommunisten Deutschlands unter dem Namen „Arbeitsgemeinschaft Neues Beginnen“.
Zeitweise gehörte er auch zur Gruppe Internationaler Sozialisten (GIS) um Alfred Weiland, trennte sich von diesem aber wieder wegen dessen Zusammenarbeit mit Organisationen, die vom US-amerikanischen Militärgeheimdienst CIC kontrolliert wurden.
Hippe wurde Herausgeber der IKD-Zeitschrift Der Marxist und begann mit dem Aufbau von IKD-Gruppen in der SBZ, dabei vor allem im Raum Halle-Merseburg.
Ab dem Jahr 1946 war er hauptamtlich als FDGB-Sekretär in Berlin tätig. Wegen seiner Zugehörigkeit zu trotzkistischen Gruppen wurde er aus der SED ausgeschlossen. Im September 1948 wurde er in Halle vom NKWD verhaftet und im Jahr 1949 von einem sowjetischen Militärtribunal zu einer Haftstrafe von zweimal 25 Jahren Arbeitslager verurteilt. Bis 1956 verbrachte er seine Haft unter anderem in der SMT-Strafvollzugsanstalt in Bautzen. Danach wurde er begnadigt und er übersiedelte nach West-Berlin, wurde Mitglied der ÖTV und des Marxistischen Arbeitskreises in der SPD, die er im Jahr 1968 wieder verließ. Zeitweise war er auch im SDS aktiv tätig.

## Publikationen (Auswahl)
- Und unsere Fahn' ist rot. Junius-Verlag: Hamburg 1979
- Über Streiks zum 1. Mai 1927. In: Bayerischen Landeszentrale für politische Bildungsarbeit (Hrsg.); Die Weimarer Republik – Der brüchige Friede. Tondokumente[2]